# IC 4998
IC 4998 — галактика типу SBc () у сузір'ї Стрілець.
Цей об'єкт міститься в оригінальній редакції індексного каталогу.